# Niwa (Basse-Silésie)
Pour les articles homonymes, voir Niwa.
Niwa est une localité polonaise de la gmina de Szczytna, située dans le powiat de Kłodzko en voïvodie de Basse-Silésie.